# 笹森山 (鹿角市)
笹森山（ささもりやま）は、秋田県鹿角市にある標高593mの山である。

## 概要
大湯川（米代川水系の支流）流域に位置する。山頂周辺には、主にチシマザサの群生する高原が広がる。

## 観光
北東斜面を流れる面無沢（つらないざわ）の中流域には、「面無の滝」がある。この滝のある大湯川水系には、沢山の名瀑があるが、面無の滝はその中の一つに数えられている。